# Hugues Merle
Pour les articles homonymes, voir Merle (homonymie).
Hugues Merle, né  le 28 février 1822 à La Sône (Isère) et mort le 16 mars 1881 à Paris 8e, est un peintre français.

## Biographie
Hugues François Hypolite Merle est le fils de Laurent Antoine Merle, huissier à Saint-Marcellin  et de Marie Claudine Jouvin. Il est le cousin du journaliste Benoît Jouvin et le beau-frère du peintre Jean Louis Bessières.
Époux d'Adélaïde Victorine Delplanque, il est le père du peintre Georges Merle (1851–1886).

## Carrière artistique
Hugues Merle est l'élève de Léon Cogniet à l'École des beaux-arts de Paris. Il concourt sans succès pour le prix de Rome en 1849.
Peintre de genre et portraitiste, il traite des sujets moraux ou sentimentaux. Il a été comparé au peintre William-Adolphe Bouguereau.
Il expose au Salon à partir de 1847 et remporte des médailles de 2e classe aux Salons de 1861 et 1863.
Hugues Merle devient l'ami de Paul Durand-Ruel au début des années 1860. Celui-ci lui achète ses premiers tableaux à partir de 1862. Il lui présente William-Adolphe Bouguereau dont il deviendra un rival. Il peint des portraits de Paul Durand-Ruel et de sa famille au milieu des années 1860.
Hugues Merle est nommé chevalier de la Légion d'honneur le 11 août 1866.
Il est inhumé à Paris au cimetière du Père-Lachaise (division 72).

## Distinctions
- Chevalier de la Légion d'honneur (1866)

## Œuvres exposées aux Salons
- 1847 : Autoportrait.
- 1848 : Les Willis.
- 1849 : Guérilléras.
- 1850 : Vendangeurs dauphinois ; Migration de pâtres des Alpes.
- 1852 : Une Récréation.
- 1855 : Les Adieux de Rebecca à lady Rowena ; La Liseuse de Béranger ; Bergères des Alpes ; Portrait de Mme la comtesse de M… et de ses deux enfants.
- 1857 : Aux Défauts de clefs voisi les portes ; Portrait de Mme M… et de son fils ; Portrait de M. le duc de V….
- 1859 : Repos de la Sainte Famille en Égypte ; Mort de l'Amour ; Lecture de la Bible.
- 1861 : Bethsabée ; La Prière ; Hester et Perle ; Un Concert chez Palestrina ; Une Mendiante.
- 1863 : Assassinat de Henri III ; Amour maternel ; Visite des grands-parents.
- 1864 : Primavera, réexposé en 1867 ; Les premières Épines de la science.
- 1865 : La jeune Mère ; Portraits des fils du duc de Morny.
- 1866 : Marguerite essayant les bijoux, réexposé en 1867 ; Pauvre mère, réexposé en 1867.
- 1867 : Les Femmes et le Secret ; Portrait de Mme D. R….
- 1870 : Baigneuse ; Jeune Fille d'Étretat.
- 1873 : Le droit Chemin ; Une Folle.
- 1874 : Pernette la fileuse, légende dauphinoise ; Petite bohémienne.
- 1876 : La Nuit et le Jour, fragment de décoration ; Il bambino.
- 1878 : Odette et Charles VI ; Charlotte Corday.
- 1879 : Le Rédempteur.
- 1880 : Hébé après sa chute ; Carmosine.

## Galerie
- Une mendiante, 1861, huile sur toile, 110 × 81 cm, Musée d'Orsay, Paris, Muséeconsulté le 22 février 2025

Œuvres d'Hugues Merle
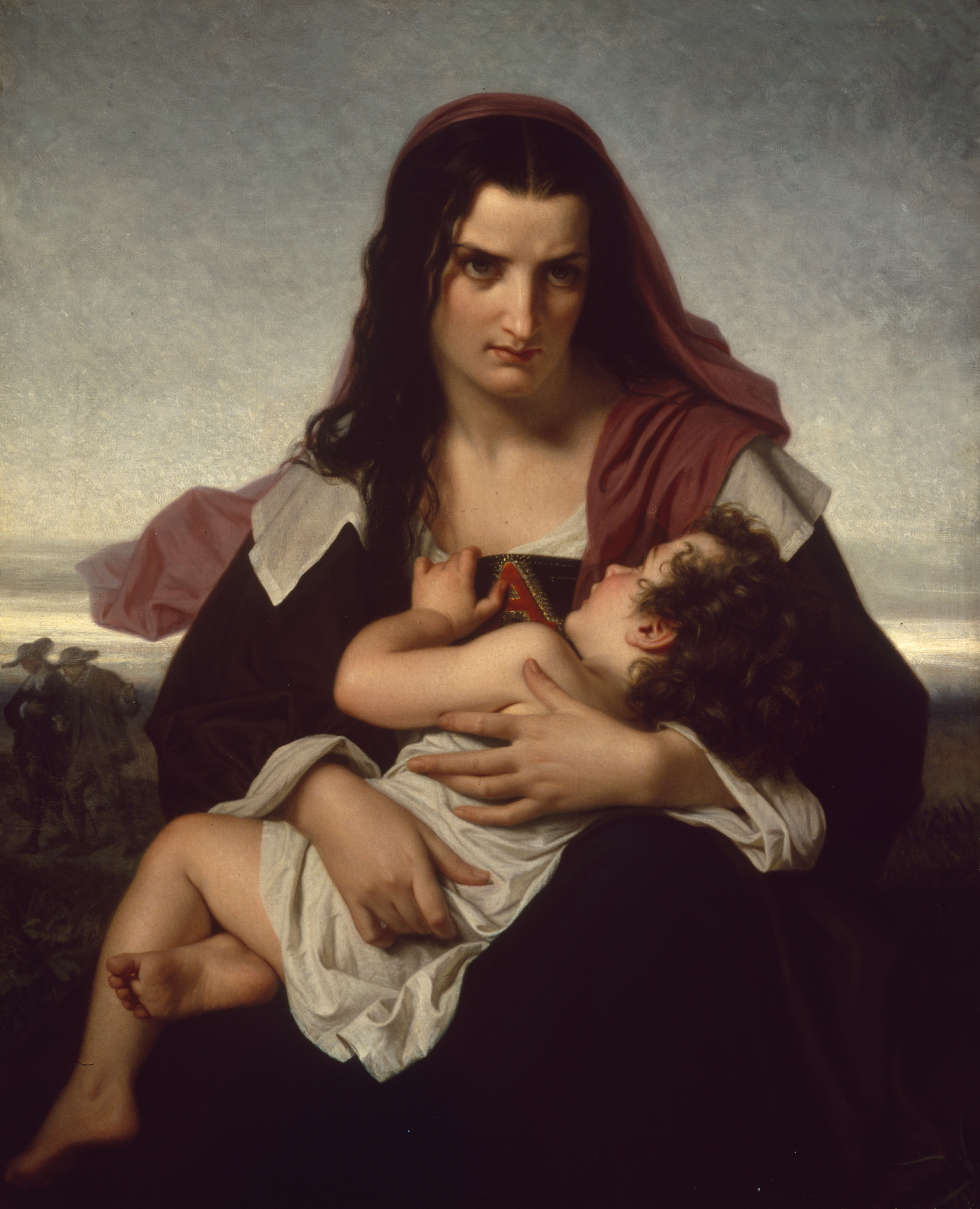
La Lettre écarlate, Baltimore, Walters Art Museum.
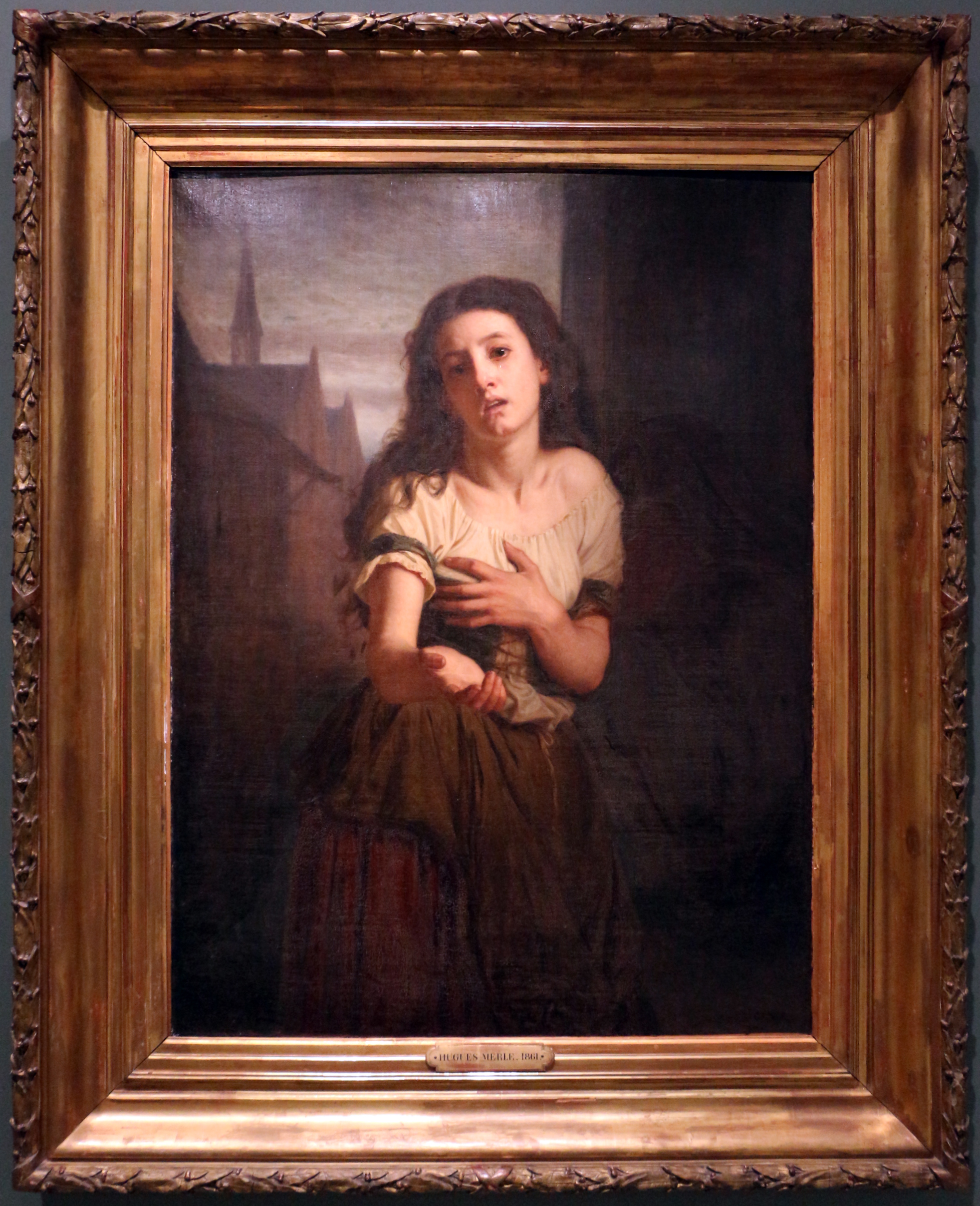
Une Mendiante (1861), Paris, musée d'Orsay.
Maternité, 1864. Clark Art Institute
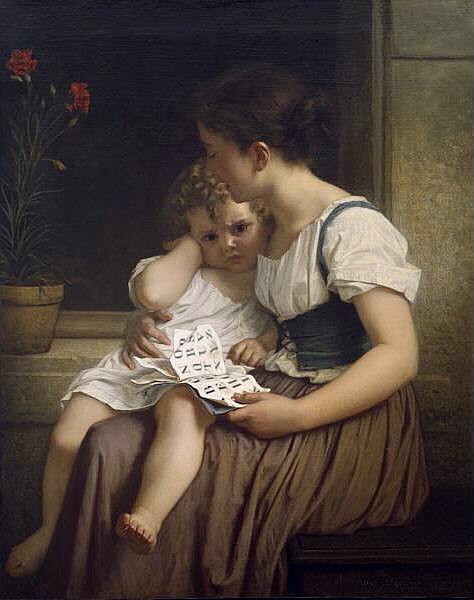
Les premières Épines de la science (1864), Dallas Museum of Art.
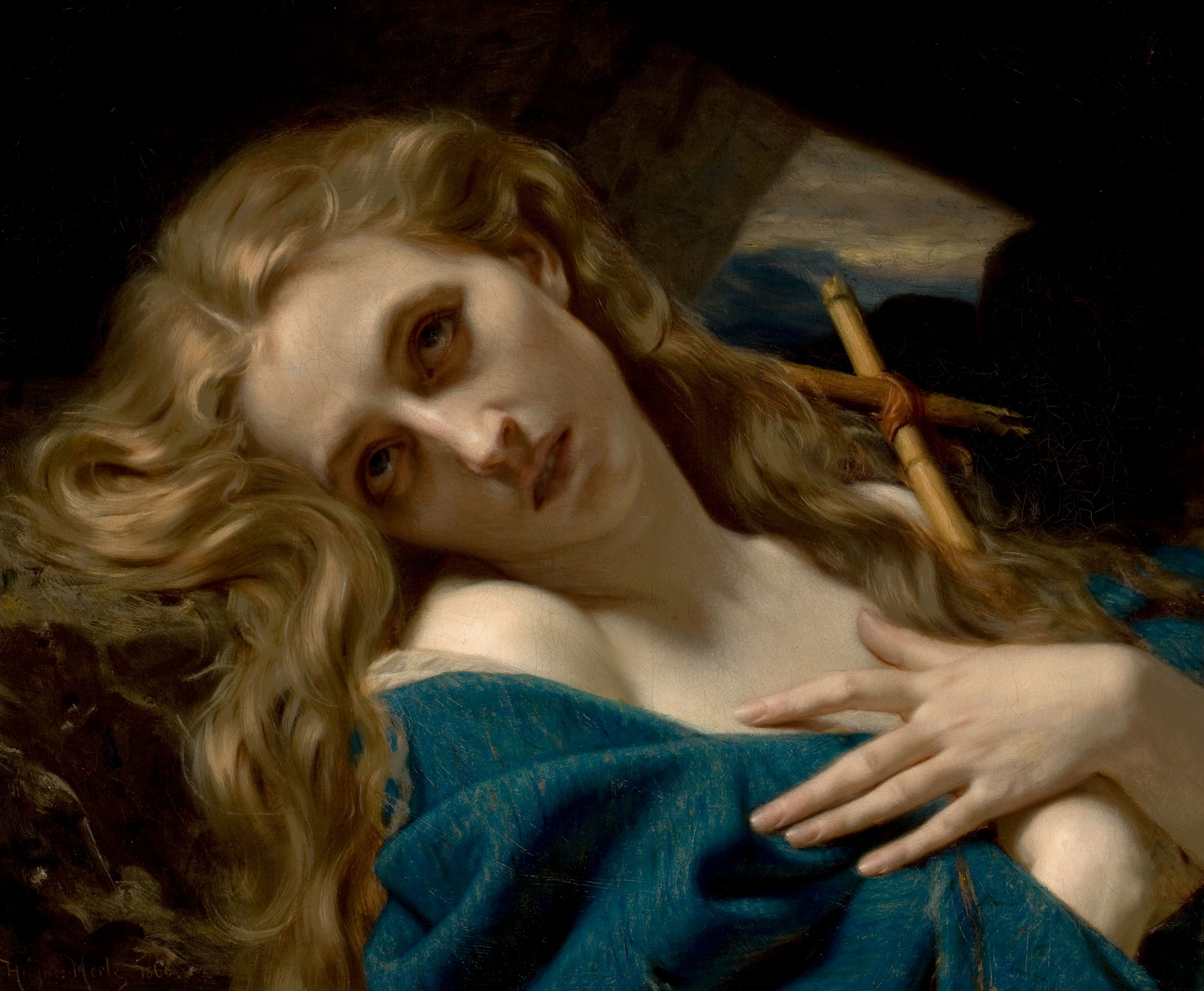
Marie-Madeleine dans la grotte, 1868, collection privée.
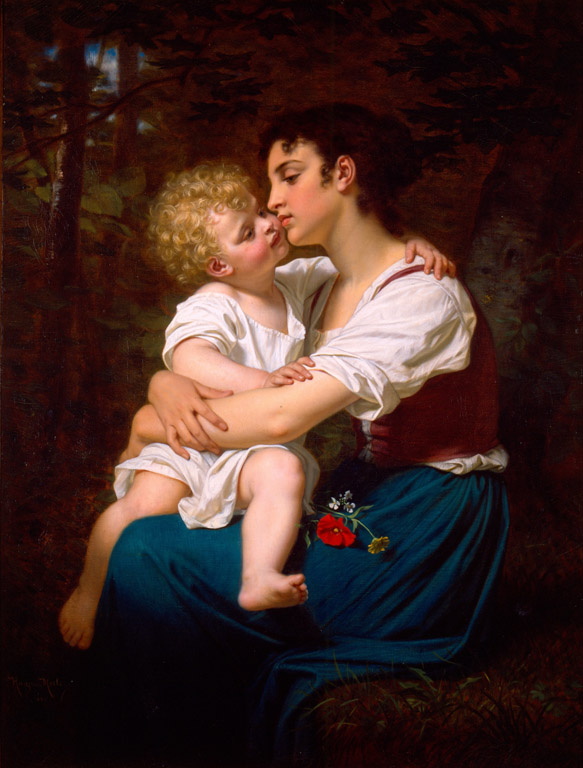
Amour maternel (1880), Atlanta, High Museum of Art.
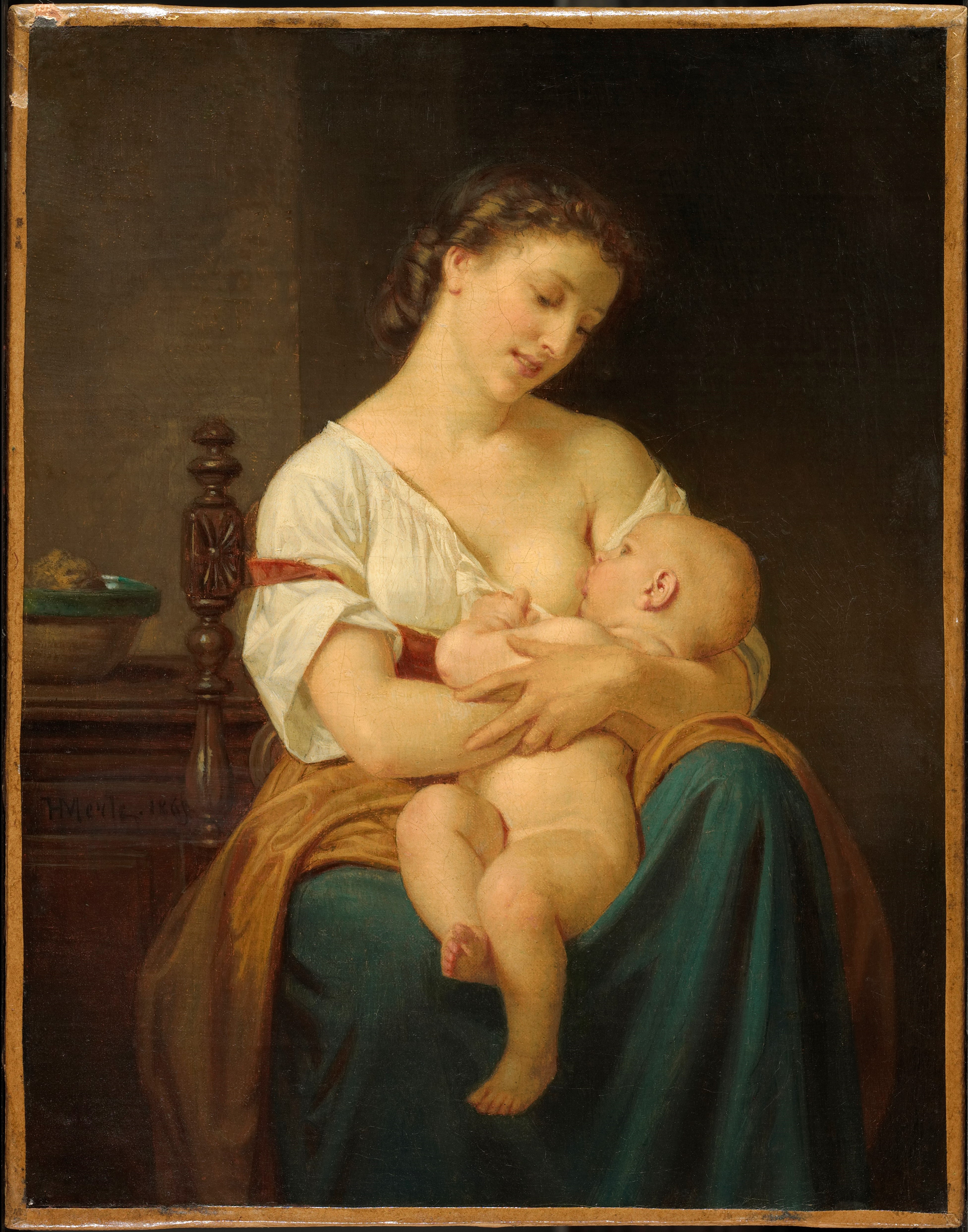
Maternité, 1869. Clark Art Institute